# Église Saint-Saturnin de Vauban
L'église Saint-Saturnin de Vauban est une église située sur le territoire de la commune de Vauban dans le département français de Saône-et-Loire et la région Bourgogne-Franche-Comté.

## Historique
Elle fait l'objet d'une inscription au titre des monuments historiques depuis le 13 mars 1950.
Le diminutif populaire de Saint Saturnin est Sernin. Saint Saturnin est le premier évêque de Toulouse. Il est mort martyrisé en 250. 
Une partie de l'église date du XIIe siècle : les deux travées de chœur et l'abside. Le reste est le résultat d'une restauration intervenue à plusieurs reprises : 1802, 1810, mais il s'agit alors de petits travaux, la restauration importante eut lieu de 1853 à 1857. Les travaux sont confiés à l'entrepreneur Jean Baudron de Baudemont. Leur coût est de 10 969 francs. en 1863 une grosse cloche (Marie-Thérèse) est installée. En 1879-1880 des travaux renforcement de la nef qui menace de s'écrouler sont réalisés. 

## Description
La nef, reconstruite comporte cinq travées. Les deux travées de chœur de la  partie romane sont couvertes en berceau brisé. Les colonnettes d'angles supportent des chapiteaux. L'abside est semi-circulaire, elle est éclairée par trois fenêtres. Le clocher est carré et n'a pas d'ornement. Il est de style roman mais est très postérieur (XVIIe siècle ?). Il comporte deux étages de fenêtres en plein cintre.

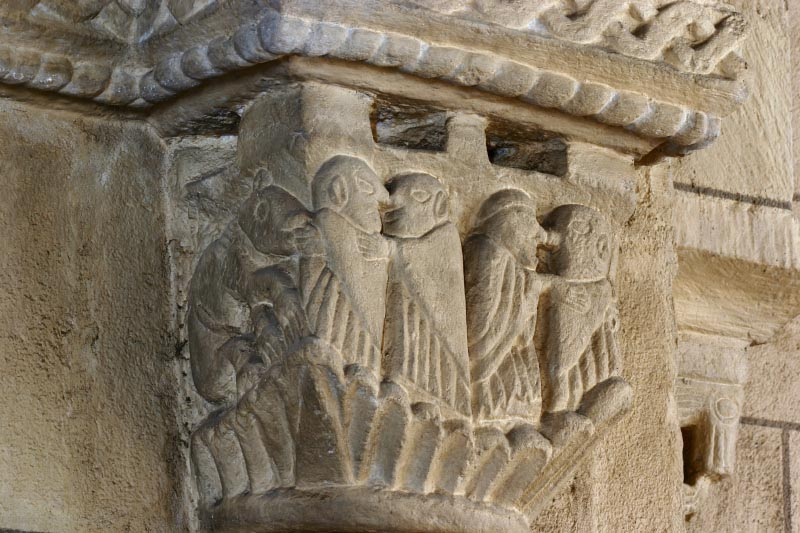
Chapiteau du chœur

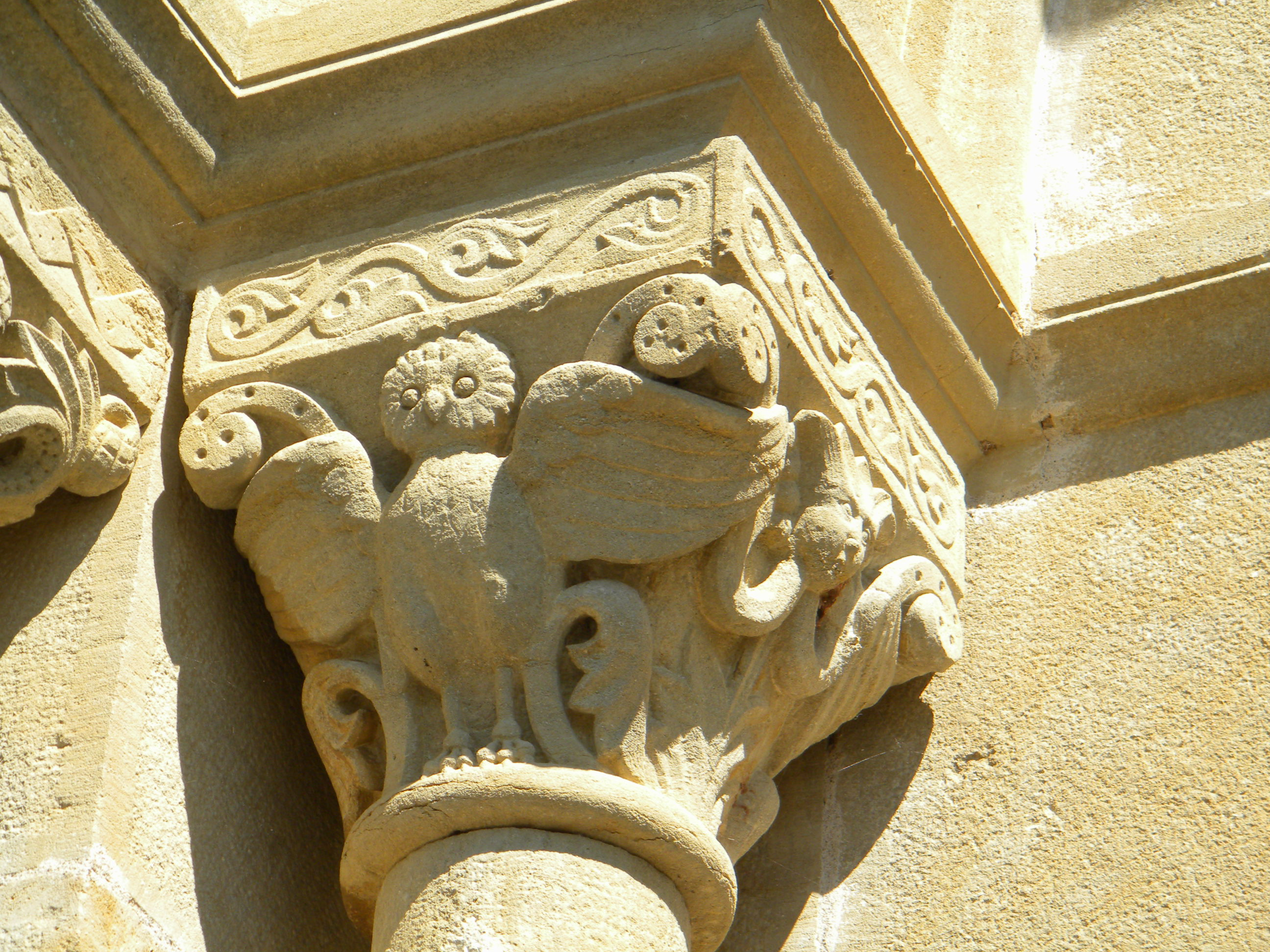
Chapiteau du chœur